# Asios
Asios is een geslacht van kevers uit de familie van de loopkevers (Carabidae). De wetenschappelijke naam van het geslacht is voor het eerst geldig gepubliceerd in 1933 door Liebke.

## Soorten
Het geslacht Asios is monotypisch en omvat slechts de volgende soort:
- Asios vindex Liebke, 1933